# Bob Baetens
Robert Frédérik Louis "Bob" Baetens, född 28 oktober 1930 i Antwerpen, död 19 oktober 2016, var en belgisk roddare.
Baetens blev olympisk silvermedaljör i tvåa utan styrman vid sommarspelen 1952 i Helsingfors.